# 解放 (雑誌)

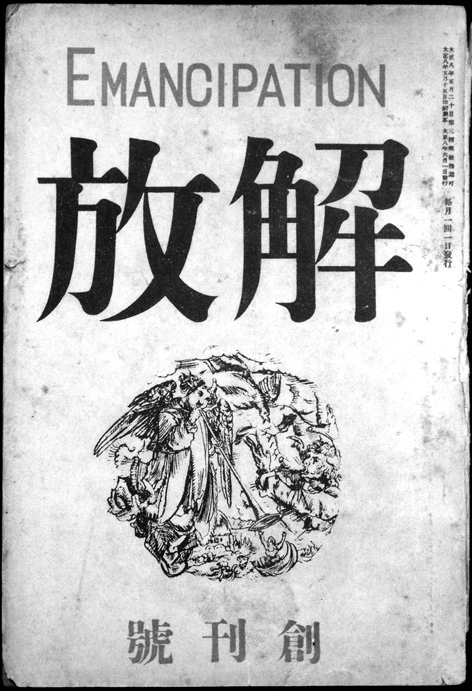
第一次『解放』創刊号の表紙

『解放』（かいほう）は、大正時代から戦前にかけて出版されていた日本の総合雑誌。
大きく分けて第1次と第2次に分けることが出来る（「第2次」に続いて「第3次」と称される時期があるが、どこを起点とするかで諸説があるため、「第一次」以外は「第2次以後」として一括して解説する）。

## 第1次
1919年（大正8年）6月1日に吉野作造・福田徳三・大山郁夫らの黎明会の機関誌的役割を持った総合雑誌として大鐙閣から創刊される。創刊号の発行部数は3万部で定価は38銭。創刊号巻頭に無署名の「解放宣言」を掲げて、軍国主義や専制主義など各種の圧迫から全人類の諸階層を解放することを創刊目的とした。実際の編集には黎明会と近い新人会の赤松克麿・佐野学・宮崎龍介らが参加し、1920年（大正9年）6月号以後は麻生久・山名義鶴らが結成した解放社が編集業務を行った。大正デモクラシー擁護の立場から労働問題・普通選挙・婦人参政権・被差別部落などの問題を積極的に取り上げていったが、次第に急進的自由主義の立場から社会主義へとシフトしていった。
また、文芸欄に島崎藤村を顧問に迎え、永井荷風・谷崎潤一郎・佐藤春夫・芥川龍之介・菊池寛・田山花袋・徳田秋声・正宗白鳥といった既成の人気作家をはじめ、小川未明・宮地嘉六・金子洋文らを発掘していった。主な執筆者に前述の人々をはじめ、荒畑寒村・堺利彦・山川均・山川菊栄・新居格・石川三四郎などがいる。一時は『中央公論』・『改造』と総合雑誌のシェアを競ったが、関東大震災で大鐙閣が全焼して事実上倒産したために、直前に出された1922年（大正11年）9月号（9月1日発売分）をもって実質上の廃刊となった。

## 第2次以後
関東大震災後、『解放』復刊の動きは何度かあったものの実現には至らず、1925年（大正14年）に山崎今朝弥が刊行していた日本フェビアン協会の機関誌『社会主義研究』が同年7月号より『解放』の名称を用い、最終的にこれを総合雑誌化する形で同年10月号より正式に復刊された。山崎は解放社を同人制にして石川三四郎・新居格・小川未明・赤松克麿・麻生久ら13名を同人とした。復刊後の定価は50銭。より急進的な社会主義の論調を強め、また、谷口善太郎・水谷長三郎・片山哲・三輪寿壮・高津正道・阪本勝・河野密ら新たな執筆陣を迎えた。
文芸欄では葉山嘉樹・林房雄・村山知義・平林たい子・山内房吉・青野季吉が活躍し、プロレタリア文学の一大拠点となった。だが、売上は不振となり、山崎は1927年（昭和2年）4月号をもって従来の形態での慣行継続を断念した。翌月より山崎と少数の編集者による友人制雑誌となるが、メンバーを江口渙・小川未明ら日本無産派文芸連盟会員が占めたため事実上同連盟によってその機関誌化した。だが、経営権を握る山崎と編集権を握る日本無産派文芸連盟の対立から翌年1月号をもって日本無産派文芸連盟が決別宣言を発表した。山崎は翌月から全国無産団体協議会の助けを借りてその機関誌として存続を図るが判型なども統一出来ず、1933年（昭和8年）3月号を最後に刊行自体が不詳になる（以後、発行年月が不詳の号や過去の再発行らしきものがあるが前後関係を追うことが不可能である）。
その後、1934年（昭和9年）には渡辺潜が編集権を獲得して麻生久・田所輝明・菊川忠雄らとともに10月号より社会大衆党系の雑誌として復活しており、1936年（昭和11年）まで刊行されていることが確認されているが、こちらもその後の動向は不明である。